# کیک موکا

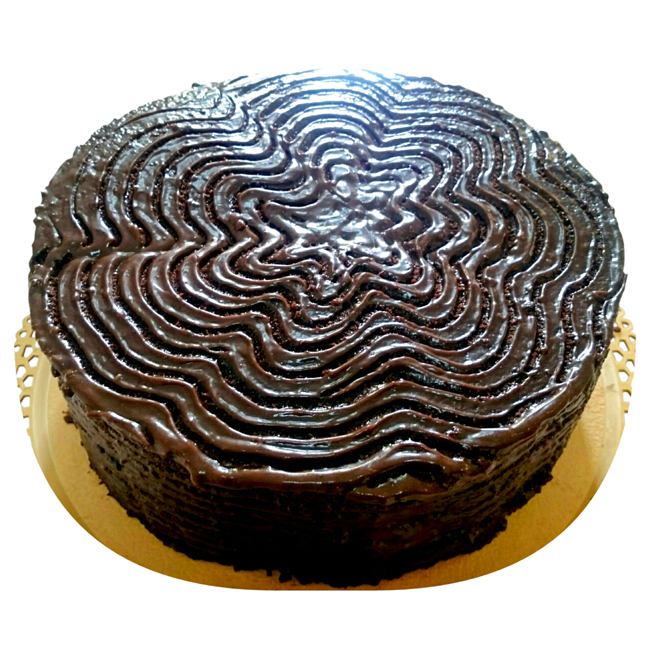
کیک موکا

کیک موکا یا کیک شکلات قهوه یک کیک کافی‌شاپی محسوب می‌شود که میان آن می‌تواند کرم‌های متفاوتی مثل کرم موکا، کرم شکلاتی و کرم وانیل قرار بگیرد. علت اینکه این اسم را دارد این است که این کیک ترکیبی از پودر شکلات و پودر قهوه (نسکافه) است. قدمت این کیک زیاد نیست و با رایج شدن کیک‌های شکلاتی دستور پخت این کیک هم رواج پیدا کرد.